# القمصان السوداء
Milizia Volontaria per la Sicurezza Nazionale (MVSN، «الميليشيا التطوعية للأمن القومي»)، التي يطلق عليها عادة القمصان السوداء، كان في الأصل الجناح شبه العسكري للحزب الوطني الفاشي، والمعروف باسم Squadrismo، وبعد 1923 ميليشيا من جميع المتطوعين في مملكة إيطاليا تحت الحكم الفاشي، مماثلة إلى كتيبة العاصفة في ألمانيا النازية. تميز أعضاؤها بزيهم الأسود (على غرار زي أرديتي، قوات النخبة الإيطالية في الحرب العالمية الأولى) وولائهم لبينيتو موسوليني، gدوتشي (زعيم) الفاشية، الذين أقسموا عليه. كان مؤسسو الجماعات شبه العسكرية من المثقفين القوميين وضباط الجيش السابقين وملاك الأراضي الشباب المعارضين لنقابات العمال والفلاحين. أصبحت أساليبهم أكثر قسوة مع نمو قوة موسوليني، واستخدموا العنف والتخويف ضد خصوم موسوليني. في عام 1943، بعد سقوط النظام الفاشي، تم دمج القمصان السوداء في الجيش الإيطالي الملكي وتم حلها. 

## التنظيم
كان بينيتو موسوليني قائدًا، أو القائد العام والفخري الأول، ولكن تم تنفيذ المهام التنفيذية من قبل رئيس الأركان، أي ما يعادل جنرال بالجيش. تم تشكيل القمصان السوداء في تقليد الجيش الروماني القديم، على النحو التالي: 

### التنظيم الأساسي
المصطلحات الموجودة بعد الأول ليست كلمات شائعة للجيوش الأوروبية (على سبيل المثال، يوجد لدى battaglione الإيطالية العديد من اللغات). بدلا من ذلك، فإنها مستمدة من هيكل الجيش الروماني القديم. 
- Zona (منطقة) = فرقة
- Legion (الفيلق) = الفوج، وكان كل الفيلق وحدة ميليشيا تتكون من كادر نشط صغير واحتياطي كبير من المتطوعين المدنيين.
- Coorte (الفوج) = كتيبة
- سنتوريا (سنتوريا) = سرية
- مانيبولو (maniple) = فصيلة
- حظيرة (حظيرة) = حظيرة

تم تنظيم هذه الوحدات أيضًا وفقًا للمبدأ الثلاثي كما يلي: 
- 3 squadre = 1 manipolo (راية)
- 3 manipoli = 1 سنتوريا (سنتوريا)
- 3 centuriae = 1 coorte (كتيبة)
- 3 coorti = 1 legione (فيلق)
- 3 الفيلق = 1 divi (تقسيم المجال)
- 3 أو أكثر من legioni = 1 zona (منطقة – قسم إداري)

## الحرب الأهلية الإسبانية
تم إرسال ثلاثة أقسام CCNN للمشاركة في الحرب الأهلية الإسبانية كجزء من فيلق الجنود المتطوعين. احتوت أقسام Blackshirt (Camicie Nere أو CCNN) على جنود نظاميين وميليشيات متطوعة من الحزب الفاشي. كانت أقسام CCNN شبه آلية. 
- فرقة CCNN الأولى «ديو لو فول» («الله يشاء»)
- فرقة CCNN الثانية "Fiamme Nere" ("Black Flames")
- فرقة CCNN الثالثة "Penne Nere" («الريش الأسود»)